# Juegos Mediterráneos de 1959
Los III Juegos Mediterráneos se celebraron en Beirut (Líbano), del 11 al 23 de octubre de 1959, bajo la denominación Beirut 1959. Después de que los Juegos hubieran visitado África y Europa, su tercera edición sirvió para completar el trío de continentes que forman el movimiento mediterráneo, Asia. 
Trece países estuvieron representados en Beirut, capital de Líbano, donde la participación alcanzó la cifra de 792 deportistas. 
Los Juegos fueron un éxito, acaso por la labor del presidente del Comité Olímpico Libanés, a la sazón presidente del Comité Internacional de los Juegos Mediterráneos, Gabriel Gemayel.
A la finalización de la competición, Francia volvió a estar en lo más alto, esta vez con la República Árabe Unida, en que se incluían deportistas egipcios y sirios, en el segundo puesto y Turquía en el tercero.
El total de competiciones fue de 106 repartidas en 16 deportes.

## Deportes
Atletismo

Baloncesto

Boxeo

Ciclismo

Esgrima

Fútbol

Gimnasia

Halterofilia

Hípica

Lucha

Natación

Saltos de Natación

Tiro

Vela

Voleibol

Waterpolo

## Medallero
| Núm. | País       | Oro | Plata | Bronce | Total |
| ---- | ---------- | --- | ----- | ------ | ----- |
| 1    | Francia    | 26  | 27    | 17     | 70    |
| 2    | RAU        | 24  | 20    | 30     | 74    |
| 3    | Turquía    | 13  | 8     | 1      | 22    |
| 4    | Italia     | 12  | 5     | 4      | 21    |
| 5    | Yugoslavia | 11  | 9     | 8      | 28    |
| 6    | Grecia     | 8   | 9     | 13     | 30    |
| 7    | España     | 5   | 12    | 12     | 29    |
| 8    | Líbano     | 3   | 10    | 17     | 30    |
| 9    | Túnez      | 3   | 2     | 1      | 6     |
| 10   | Marruecos  | 2   | 3     | 2      | 7     |

| Predecesor: Barcelona 1955 | III Juegos Mediterráneos 1959 | Sucesor: Nápoles 1963 |

- Datos: Q218748